# Ocotea
Ocotea är ett släkte av lagerväxter. Ocotea ingår i familjen lagerväxter.

## Dottertaxa tillOcotea, i alfabetisk ordning[1]
- Ocotea abbreviata
- Ocotea acarina
- Ocotea aciphylla
- Ocotea acuminatissima
- Ocotea acunaiana
- Ocotea acutangula
- Ocotea acutifolia
- Ocotea adamantina
- Ocotea adela
- Ocotea adenotrachelium
- Ocotea alata
- Ocotea albescens
- Ocotea albida
- Ocotea albigemma
- Ocotea albopunctulata
- Ocotea alnifolia
- Ocotea alpina
- Ocotea amazonica
- Ocotea amplifolia
- Ocotea amplissima
- Ocotea andina
- Ocotea aniboides
- Ocotea architectorum
- Ocotea arcuata
- Ocotea arenaria
- Ocotea arenicola
- Ocotea argentea
- Ocotea argylei
- Ocotea argyrophylla
- Ocotea arnottiana
- Ocotea atacta
- Ocotea athroanthes
- Ocotea atirrensis
- Ocotea atlantica
- Ocotea atrata
- Ocotea aurantiodora
- Ocotea auriculata
- Ocotea auriculiformis
- Ocotea austinii
- Ocotea badia
- Ocotea bajapazensis
- Ocotea balanocarpa
- Ocotea baracoensis
- Ocotea barbatula
- Ocotea barbellata
- Ocotea basicordatifolia
- Ocotea basirecurva
- Ocotea beekmanii
- Ocotea benthamiana
- Ocotea bernoulliana
- Ocotea betazensis
- Ocotea beulahiae
- Ocotea beyrichii
- Ocotea bicolor
- Ocotea bijuga
- Ocotea bissei
- Ocotea bofo
- Ocotea boissieriana
- Ocotea botrantha
- Ocotea bourgeauviana
- Ocotea brachybotra
- Ocotea bracteosa
- Ocotea bragae
- Ocotea brenesii
- Ocotea brevipes
- Ocotea brevipetiolata
- Ocotea bucheri
- Ocotea bullata
- Ocotea caesia
- Ocotea calliscypha
- Ocotea calophylla
- Ocotea camphoromoea
- Ocotea canaliculata
- Ocotea candidovillosa
- Ocotea cantareirae
- Ocotea capuronii
- Ocotea carabobensis
- Ocotea caracasana
- Ocotea cardinalis
- Ocotea catharinensis
- Ocotea caudatifolia
- Ocotea ceanothifolia
- Ocotea celastroides
- Ocotea cernua
- Ocotea chiapensis
- Ocotea chrysobalanoides
- Ocotea cicatricosa
- Ocotea ciliata
- Ocotea cinerea
- Ocotea cinnamomoides
- Ocotea cissiflora
- Ocotea citrosmioides
- Ocotea clavigera
- Ocotea colophanthera
- Ocotea comata
- Ocotea commutata
- Ocotea comoriensis
- Ocotea complicata
- Ocotea confertiflora
- Ocotea congestifolia
- Ocotea congregata
- Ocotea contrerasii
- Ocotea corethroides
- Ocotea corrugata
- Ocotea corymbosa
- Ocotea cowaniana
- Ocotea crassifolia
- Ocotea crassiramula
- Ocotea cryptocarpa
- Ocotea cryptocaryoides
- Ocotea cuatrecasasii
- Ocotea cujumary
- Ocotea cuneifolia
- Ocotea curucutuensis
- Ocotea cymbarum
- Ocotea cymosa
- Ocotea daphnifolia
- Ocotea darcyi
- Ocotea debilis
- Ocotea deflexa
- Ocotea delicata
- Ocotea dendrodaphne
- Ocotea densiflora
- Ocotea dentata
- Ocotea depauperata
- Ocotea dielsiana
- Ocotea diffusa
- Ocotea diospyrifolia
- Ocotea discolor
- Ocotea discrepens
- Ocotea disjuncta
- Ocotea dispersa
- Ocotea divaricata
- Ocotea domatiata
- Ocotea dominicana
- Ocotea douradensis
- Ocotea duckei
- Ocotea duidensis
- Ocotea duplocolorata
- Ocotea dussii
- Ocotea effusa
- Ocotea eggersiana
- Ocotea ekmanii
- Ocotea elegans
- Ocotea elliptica
- Ocotea endresiana
- Ocotea erectifolia
- Ocotea eriothyrsa
- Ocotea esmeraldana
- Ocotea eucuneata
- Ocotea euvenosa
- Ocotea fasciculata
- Ocotea faucherei
- Ocotea felix
- Ocotea fendleri
- Ocotea fistulosa
- Ocotea flavantha
- Ocotea floccifera
- Ocotea floribunda
- Ocotea foeniculacea
- Ocotea foetens
- Ocotea foveolata
- Ocotea fragrantissima
- Ocotea froesii
- Ocotea frondosa
- Ocotea gabonensis
- Ocotea gardneri
- Ocotea gentryi
- Ocotea glabra
- Ocotea glabriflora
- Ocotea glauca
- Ocotea glaucophylla
- Ocotea glaucosericea
- Ocotea glaziovii
- Ocotea glomerata
- Ocotea gomezii
- Ocotea gordonii
- Ocotea gracilis
- Ocotea grandifructa
- Ocotea grayi
- Ocotea guaramacalensis
- Ocotea guatemalensis
- Ocotea guianensis
- Ocotea haberi
- Ocotea harrisii
- Ocotea hartshorniana
- Ocotea helicterifolia
- Ocotea hemsleyana
- Ocotea heribertoi
- Ocotea heterochroma
- Ocotea heydeana
- Ocotea hirtandra
- Ocotea hirtistyla
- Ocotea holdridgeiana
- Ocotea huberi
- Ocotea hueckii
- Ocotea humbertii
- Ocotea humblotii
- Ocotea hypoglauca
- Ocotea ikonyokpe
- Ocotea illustris
- Ocotea imazensis
- Ocotea immersa
- Ocotea imrayana
- Ocotea indecora
- Ocotea indirectinervia
- Ocotea infrafoveolata
- Ocotea inhauba
- Ocotea insignis
- Ocotea insularis
- Ocotea involuta
- Ocotea iridescens
- Ocotea itatiaiae
- Ocotea jacquinii
- Ocotea javitensis
- Ocotea jefensis
- Ocotea jelskii
- Ocotea jorge-escobarii
- Ocotea julianii
- Ocotea jumbillensis
- Ocotea karsteniana
- Ocotea kenyensis
- Ocotea keriana
- Ocotea killipii
- Ocotea klepperae
- Ocotea klotzschiana
- Ocotea kostermansiana
- Ocotea laetevirens
- Ocotea laevifolia
- Ocotea laevigata
- Ocotea lanata
- Ocotea lancifolia
- Ocotea lancilimba
- Ocotea langsdorffii
- Ocotea laticostata
- Ocotea laxa
- Ocotea lenitae
- Ocotea lentii
- Ocotea leptobotra
- Ocotea leptophylla
- Ocotea leucophloea
- Ocotea leucoxylon
- Ocotea lherminieri
- Ocotea libanensis
- Ocotea liesneri
- Ocotea ligulata
- Ocotea limae
- Ocotea lobbii
- Ocotea loefgrenii
- Ocotea longifolia
- Ocotea longipedicellata
- Ocotea longipes
- Ocotea loxensis
- Ocotea macrantha
- Ocotea macrocarpa
- Ocotea macrophylla
- Ocotea macropoda
- Ocotea macrorhiza
- Ocotea madagascariensis
- Ocotea magnifolia
- Ocotea magnifrons
- Ocotea magnilimba
- Ocotea malcomberi
- Ocotea mandioccana
- Ocotea mandonii
- Ocotea maranguapensis
- Ocotea maranhana
- Ocotea marcescens
- Ocotea marmellensis
- Ocotea martinicensis
- Ocotea mascarena
- Ocotea matogrossensis
- Ocotea matudai
- Ocotea maxima
- Ocotea maximilianea
- Ocotea megacarpa
- Ocotea meziana
- Ocotea micans
- Ocotea michelsonii
- Ocotea micrantha
- Ocotea microbotrys
- Ocotea microneura
- Ocotea minarum
- Ocotea minor
- Ocotea minutiflora
- Ocotea moaensis
- Ocotea mollicella
- Ocotea mollifolia
- Ocotea montana
- Ocotea monteverdensis
- Ocotea montis-insulae
- Ocotea monzonensis
- Ocotea morae
- Ocotea moschata
- Ocotea mosenii
- Ocotea mucronata
- Ocotea multiflora
- Ocotea multiglandulosa
- Ocotea multinervis
- Ocotea munacensis
- Ocotea myriantha
- Ocotea neblinae
- Ocotea nectandrifolia
- Ocotea neesiana
- Ocotea nemodaphne
- Ocotea nervosa
- Ocotea nigra
- Ocotea nigrescens
- Ocotea nigrita
- Ocotea nilssonii
- Ocotea nitida
- Ocotea nobilis
- Ocotea notata
- Ocotea nunesiana
- Ocotea nutans
- Ocotea obliqua
- Ocotea oblonga
- Ocotea oblongifolia
- Ocotea oblongoobovata
- Ocotea obovata
- Ocotea obovatifolia
- Ocotea obtusata
- Ocotea obtusifolia
- Ocotea odorata
- Ocotea odorifera
- Ocotea olivacea
- Ocotea oocarpa
- Ocotea oppositifolia
- Ocotea ottoschmidtii
- Ocotea otuzcensis
- Ocotea ovalifolia
- Ocotea pachypoda
- Ocotea pacifica
- Ocotea pajonalis
- Ocotea palaciosii
- Ocotea paranaensis
- Ocotea parvula
- Ocotea patula
- Ocotea pauciflora
- Ocotea pausiaca
- Ocotea pautensis
- Ocotea pedicellata
- Ocotea percoriacea
- Ocotea percurrens
- Ocotea perforata
- Ocotea perrobusta
- Ocotea persicifolia
- Ocotea petalanthera
- Ocotea pharomachrosorum
- Ocotea pittieri
- Ocotea piurensis
- Ocotea platyphylla
- Ocotea pluridomatiata
- Ocotea polyantha
- Ocotea pomaderrioides
- Ocotea porosa
- Ocotea portoricensis
- Ocotea praetermissa
- Ocotea producta
- Ocotea prolifera
- Ocotea prunifolia
- Ocotea pseudopalmana
- Ocotea puberula
- Ocotea pulchella
- Ocotea pulchra
- Ocotea pullifolia
- Ocotea pumila
- Ocotea purpurea
- Ocotea quadriporata
- Ocotea racemiflora
- Ocotea racemosa
- Ocotea raimondii
- Ocotea ramosissima
- Ocotea reticularis
- Ocotea revoluta
- Ocotea revolutifolia
- Ocotea rhodophylla
- Ocotea rhytidotricha
- Ocotea rigidifolia
- Ocotea rivularis
- Ocotea robertsoniae
- Ocotea rohweri
- Ocotea roseopedunculata
- Ocotea rotundata
- Ocotea rovirosae
- Ocotea rubriflora
- Ocotea rubrinervis
- Ocotea rufa
- Ocotea rufescens
- Ocotea rufovestita
- Ocotea rugosa
- Ocotea rupestris
- Ocotea salvadorensis
- Ocotea salvinii
- Ocotea sambiranensis
- Ocotea sanariapensis
- Ocotea sandwithii
- Ocotea sarcodes
- Ocotea sassafras
- Ocotea sauroderma
- Ocotea scabrella
- Ocotea scalariformis
- Ocotea scandens
- Ocotea schomburgkiana
- Ocotea schwackeana
- Ocotea scrobiculifera
- Ocotea semicompleta
- Ocotea sericea
- Ocotea serrana
- Ocotea sessiliflora
- Ocotea silvae
- Ocotea silvestris
- Ocotea sinaiana
- Ocotea sinuata
- Ocotea smithiana
- Ocotea sodiroana
- Ocotea spathulata
- Ocotea spectabilis
- Ocotea sperata
- Ocotea spixiana
- Ocotea splendens
- Ocotea sprucei
- Ocotea squarrosa
- Ocotea staminea
- Ocotea staminoides
- Ocotea standleyi
- Ocotea stenoneura
- Ocotea stenophylla
- Ocotea strigosa
- Ocotea stuebelii
- Ocotea subalata
- Ocotea subrutilans
- Ocotea subterminalis
- Ocotea sulcata
- Ocotea tabacifolia
- Ocotea tarapotana
- Ocotea teleiandra
- Ocotea tenella
- Ocotea tenera
- Ocotea tenuiflora
- Ocotea terciopelo
- Ocotea tessmannii
- Ocotea thinicola
- Ocotea thouvenotii
- Ocotea tillettsiana
- Ocotea tomentella
- Ocotea tomentosa
- Ocotea tonduzii
- Ocotea tonii
- Ocotea tovarensis
- Ocotea trematifera
- Ocotea trianae
- Ocotea trichantha
- Ocotea trichophlebia
- Ocotea trinidadensis
- Ocotea tristis
- Ocotea truncata
- Ocotea tsaratananensis
- Ocotea tubulosa
- Ocotea ucayalensis
- Ocotea umbrina
- Ocotea urbaniana
- Ocotea usambarensis
- Ocotea uxpanapana
- Ocotea vaccinioides
- Ocotea vaginans
- Ocotea valeriana
- Ocotea valerioides
- Ocotea vanderwerffii
- Ocotea vasquezii
- Ocotea weberbaueri
- Ocotea vegrandis
- Ocotea velloziana
- Ocotea velutina
- Ocotea venosa
- Ocotea veraguensis
- Ocotea verapazensis
- Ocotea verticillata
- Ocotea whitei
- Ocotea viburnoides
- Ocotea victorinii
- Ocotea wilhelminae
- Ocotea villosa
- Ocotea virgultosa
- Ocotea viridiflora
- Ocotea wrightii
- Ocotea wurdackiana
- Ocotea xanthocalyx
- Ocotea yutajensis
- Ocotea zoque